# Sân bay quốc tế Hải Lãng Mẫu Đơn Giang
Sân bay quốc tế Hải Lãng Mẫu Đơn Giang là một sân bay tại Mẫu Đơn Giang, Hắc Long Giang, Cộng hòa Nhân dân Trung Hoa (IATA: MDG, ICAO: ZYMD).

## Các hãng hàng không và các điểm đến
In đậm là các chuyến bay quốc tế.
| Hãng hàng không          | Các điểm đến                               |
| ------------------------ | ------------------------------------------ |
| Air China                | Seoul-Incheon, Khabarovsk, Diên Cát        |
| Asiana Airlines          | Seoul-Incheon                              |
| China Eastern Airlines   | Vũ Xương, Đại Liên                         |
| China Northeast Airlines | Thẩm Dương                                 |
| China Southern Airlines  | Quảng Châu, Thượng Hải-Phố Đông, Thanh Đảo |
| Hainan Airlines          | Bắc Kinh - Thủ đô                          |
| Korean Air               | Seoul-Incheon                              |
| Shandong Airlines        | Yên Đài                                    |
| Shanghai Airlines        | Thanh Đảo, Thượng Hải-Phố Đông             |
| Shenzhen Airlines        | Cáp Nhĩ Tân                                |